# Saison 16 de Grey's Anatomy
Chronologie
Saison 15 Saison 17
La saison 16 de la série télévisée Grey's Anatomy débute en septembre 2019 et s'achève en avril 2020 sur le réseau américain ABC, avec un total de 21 épisodes.

## Généralités
Le 5 février 2019, il est annoncé qu'Ellen Pompeo a signé pour une seizième saison, impliquant que la série était renouvelée. Des saisons 16 et 17 sont finalement officiellement annoncées le 10 mai 2019. C'est la première fois que la série est renouvelée pour deux saisons supplémentaires d'un seul coup. Le même jour, Chris Carmack, Greg Germann et Jake Borelli, les interprètes d'Atticus Lincoln, Tom Koracick et Levi Schmitt, sont promus personnages principaux. Alex Landi, qui joue le rôle de Nico Kim, continuera d'apparaître en tant que récurrent.
On apprend le 16 septembre 2019 que les actrices de la célèbre série Charmed, Holly Marie Combs et Alyssa Milano, feront une apparition exceptionnelle et joueront à nouveau le rôle de deux sœurs
Meredith Grey effectue toutes les voix off de cette saison à l'exception de L'amour de ma vie (16x19), qui a été effectué par Richard Webber.

## Intrigues
La showrunner Krista Vernoff a confirmé que la saison traiterait des intrigues suivantes : les conséquences du renvoi de Meredith, Richard et Alex ainsi que le futur de Meredith en prison, le triangle amoureux se poursuivra entre Owen, Teddy et Tom. Amelia prendra le temps de découvrir qui elle est vraiment, tandis que Jo fera face à son traitement psychiatrique.

## Impact de la pandémie de Covid-19 sur la série
Le 12 mars 2020, il a été annoncé qu'en raison de la pandémie de Covid-19, la production fut interrompue après le tournage du 21e épisode. Cette interruption devait durer au minimum deux semaines.
Le 27 mars 2020, ABC a annoncé que la production de la fin de la saison 16 ne reprendrait pas et que le 21e épisode ferait office d'épisode final de la saison ramenant ainsi le nombre d'épisodes de la saison à 21 (au lieu de 25).
Cette décision fait de la saison 16 la quatrième saison la plus courte de la série, juste derrière la saison 1 avec 9 épisodes (dont les 4 derniers épisodes prévus ont été déplacés dans la saison 2), la saison 4 avec 17 épisodes (écourtée en raison de la grève de la Writers Guild of America de 2007) et la saison 17 également avec 17 épisodes (écourtée en raison de l'impact de la pandémie de Covid-19 sur le tournage).
Cela en fait également l'une des deux saisons (avec la saison 17) à ne pas se terminer en mai.

## Distribution

### Acteurs principaux
- Ellen Pompeo (VF : Céline Mauge) : Dr Meredith Grey (21/21)
- Justin Chambers (VF : Sébastien Desjours) : Dr Alex Karev (10/21)
- Chandra Wilson (VF : Zaïra Benbadis) : Dr Miranda Warren (19/21)
- James Pickens Jr. (VF : Said Amadis) : Dr Richard Webber (21/21)
- Kevin McKidd (VF : Alexis Victor) : Dr Owen Hunt (17/21)
- Jesse Williams (VF : Rémi Caillebot) : Dr Jackson Avery (19/21)
- Camilla Luddington (VF : Marie-Eugénie Maréchal) : Dr Josephine «Jo» Karev (18/21)
- Caterina Scorsone (VF : Élisabeth Ventura) : Dr Amelia Shepherd (17/21)
- Kelly McCreary (VF : Diane Dassigny) : Dr Maggie Pierce (20/21)
- Giacomo Gianniotti (VF : Damien Ferrette) : Dr Andrew DeLuca (17/21)
- Kim Raver (VF : Juliette Degenne) : Dr Teddy Altman (15/21)
- Greg Germann (VF : Pierre Tessier) : Dr Tom Koracick (16/21)
- Jake Borelli (VF : Arnaud Laurent) : Dr Levi Schmitt (17/21)
- Chris Carmack (VF : Marc Arnaud) : Dr Atticus « Link » Lincoln (17/21)

### Acteurs récurrents
- Debbie Allen (VF : Dominique Westberg) : Dr Catherine Fox (10 épisodes)
- Stefania Spampinato (VF : Audrey Sourdive) : Dr Carina DeLuca
- Alex Blue Davis (VF : Maxime Beaudoin) : Dr Casey Parker
- Jaicy Elliot (VF : Diane Kristanek) : Dr Taryn Helm
- Sophia Ali (VF : Elsa Davoine) : Dr Dahlia Qadri
- Alex Landi (VF : Stéphane Fourreau) : Dr Nico Kim
- Jasmine Guy (VF : Sophie Riffont) : Gemma
- Richard Flood (VF : Franck Lorrain) : Dr Cormac Hayes

### Invités deGrey's Anatomy: Station 19
- Jason George (VF : Denis Laustriat) : Ben Warren
- Jaina Lee Ortiz (VF : Stéphanie Hédin) : lieutenant Andrea « Andy » Herrera
- Barrett Doss (en) (VF : Déborah Claude) : Victoria « Vic » Hughes
- Okieriete Onaodowan (en) (VF : Namakan Koné) : Dean Miller (épisodes 9 et 12)
- Grey Damon (VF : Thibaut Lacour) : lieutenant Jack Gibson (épisode 9)
- Danielle Savre (VF : Ariane Aggiage) : Maya Bishop (épisode 14)

### Invités
- Holly Marie Combs (VF : Dominique Vallée) : Heidi (épisode 3)
- Alyssa Milano (VF : Magali Barney) : Haylee (épisode 3)
- Sarah Rafferty (VF : Estelle Dehon) : Suzanne (épisodes 11, 13 et 14)
- Lindy Booth (VF : Adeline Moreau) : Hadley (épisodes 11, 13 et 14)
- Shoshannah Stern (VF : Katy Varda) : Dr Lauren Riley (épisodes 13 et 14)
- BJ Tanner : William George « Tuck » Jones (épisode 16)

## Épisodes

### Épisode 1:Banc de touche
- États-Unis /  Canada : 26 septembre 2019 sur ABC / CTV
- Belgique : 6 mars 2020 sur RTL-TVI
- Suisse : 10 mars 2020 sur RTS 1
- France : 11 mars 2020 sur TF1
- Québec : 18 septembre 2020 sur ICI ARTV[4]

- États-Unis : 6,51 millions de téléspectateurs (première diffusion)
- France : 3,26 millions de téléspectateurs

- Stefania Spampinato (Dr Carina DeLuca)
- Barrett Doss (Victoria Hughes)
- Debbie Allen (Dr Catherine Fox)

- Le tournage de cet épisode a commencé le 29 juillet 2019.
- L'épisode reprend quelques instants après le précédent (15x25) pour fournir des réponses aux cliffhangers, puis présente des sauts dans le temps d'une semaine à chaque fois.
- Cet épisode marque le premier cross-over de la saison avec Grey's Anatomy : Station 19.
- Victoria Hughes apparaît dans cet épisode afin d'assurer une continuité des mondes de Grey's Anatomy et de Grey's Anatomy : Station 19 au lieu de quelques grands événements.
- Camilla Luddington a tweeté que des fans ont assisté à toutes les scènes extérieures qu'elle partage avec Justin Chambers. Les fans ont juré de ne publier aucune photo et ils ont tenu leur promesse car aucune photo n'a été divulguée sur les réseaux sociaux avant la diffusion de l'épisode.
- Le titre de cet épisode provient de la chanson Nothing Left to Cling To, à l'origine chantée par The Buckinghams.

Musiques de l'épisode :
- Hush - Seibold feat. Garrison Starr
- Tomorrow Man - Old Man Canyon
- Guiding Light - Mumford & Sons
- High and Dry - Phillip Larue

### Épisode 2:Rentrée des classes
- États-Unis /  Canada : 3 octobre 2019 sur ABC / CTV
- Belgique : 6 mars 2020 sur RTL-TVI
- Suisse : 10 mars 2020 sur RTS 1
- France : 11 mars 2020 sur TF1
- Québec : 25 septembre 2020 sur ICI ARTV

- États-Unis : 6,08 millions de téléspectateurs (première diffusion)
- France : 2,79 millions de téléspectateurs

- Jaicy Elliot (Dr Taryn Helm)

### Épisode 3:Réunions
- États-Unis /  Canada : 10 octobre 2019 sur ABC / CTV
- Belgique : 13 mars 2020 sur RTL-TVI
- Suisse : 17 mars 2020 sur RTS 1
- France : 18 mars 2020 sur TF1
- Québec : 2 octobre 2020 sur ICI ARTV

- États-Unis : 6,09 millions de téléspectateurs (première diffusion)
- France : 3,85 millions de téléspectateurs

- Holly Marie Combs (Heidi Peterson)
- Alyssa Milano (Haylee Peterson)
- Debbie Allen (Dr Catherine Fox)

### Épisode 4:La Rançon de la gloire
- États-Unis /  Canada : 17 octobre 2019 sur ABC / CTV
- Belgique : 13 mars 2020 sur RTL-TVI
- Suisse : 17 mars 2020 sur RTS 1
- France : 18 mars 2020 sur TF1
- Québec : 9 octobre 2020 sur ICI ARTV

- États-Unis : 5,75 millions de téléspectateurs (première diffusion)
- France : 3,42 millions de téléspectateurs

- Jason George (Dr Ben Warren)
- Barrett Doss (Victoria Hughes)
- Alex Blue Davis (Dr Casey Parker)
- Jaicy Elliot (Dr Taryn Helm)
- Andy Cohen
- Carla Barnett
- Timothy E. Goodwin

### Épisode 5:La memoire dans la peau
- États-Unis /  Canada : 24 octobre 2019 sur ABC / CTV
- Belgique : 20 mars 2020 sur RTL-TVI
- Suisse : 24 mars 2020 sur RTS 1
- France : 25 mars 2020 sur TF1
- Québec : 16 octobre 2020 sur ICI ARTV

- États-Unis : 6,10 millions de téléspectateurs (première diffusion)
- France : 4,01 millions de téléspectateurs

- Debbie Allen (Dr Catherine Fox)
- Jasmine Guy (Gemma)
- Jason George (Dr Ben Warren)
- Jaicy Elliot (Dr Taryn Helm)

### Épisode 6:Des bonbons ou un mort
- États-Unis /  Canada : 31 octobre 2019 sur ABC / CTV
- Belgique : 20 mars 2020 sur RTL-TVI
- Suisse : 24 mars 2020 sur RTS 1
- France : 25 mars 2020 sur TF1
- Québec : 23 octobre 2020 sur ICI ARTV

- États-Unis : 5,66 millions de téléspectateurs (première diffusion)
- France : 3,72 millions de téléspectateurs

- Jaicy Elliot (Dr Taryn Helm)
- Eugene Ko
- Jeffrey David Anderson
- Andy Cohen
- Heidi Godt

### Épisode 7:Bienvenue dans la famille
- États-Unis /  Canada : 7 novembre 2019 sur ABC / CTV
- Belgique : 27 mars 2020 sur RTL-TVI
- Suisse : 31 mars 2020 sur RTS 1
- France : 1er avril 2020 sur TF1
- Québec : 30 octobre 2020 sur ICI ARTV

- États-Unis : 6,16 millions de téléspectateurs (première diffusion)
- France : 4,20 millions de téléspectateurs

- Debbie Allen (Dr Catherine Fox)

### Épisode 8:Verdict
- États-Unis /  Canada : 14 novembre 2019 sur ABC / CTV
- Belgique : 27 mars 2020 sur RTL-TVI
- Suisse : 31 mars 2020 sur RTS 1
- France : 1er avril 2020 sur TF1
- Québec : 6 novembre 2020 sur ICI ARTV

- États-Unis : 6,34 millions de téléspectateurs (première diffusion)
- France : 3,98 millions de téléspectateurs

- Jaicy Elliot (Dr Taryn Helm)

- Il s'agit du 350e épisode de la série.
- Dernière apparition physique d'Alex Karev (Justin Chambers).

### Épisode 9:De la part de Cristina
- États-Unis /  Canada : 21 novembre 2019 sur ABC / CTV
- Belgique : 3 avril 2020 sur RTL-TVI
- Suisse : 7 avril 2020 sur RTS 1
- France : 8 avril 2020 sur TF1
- Québec : 13 novembre 2020 sur ICI ARTV

- États-Unis : 6,40 millions de téléspectateurs (première diffusion)
- France : 3,93 millions de téléspectateurs

- Stefania Spampinato (Dr Carina DeLuca)
- Debbie Allen (Dr Catherine Fox)
- Jaicy Elliot (Dr Taryn Helm)
- Barrett Doss (Victoria Hugues)
- Grey Damon (Jack Gibson)
- Okieriete Onaodowan (Dean Miller)

### Épisode 10:Une longue nuit
- États-Unis /  Canada : 23 janvier 2020 sur ABC / CTV
- Suisse : 7 avril 2020 sur RTS 1
- Belgique : 10 avril 2020 sur RTL-TVI
- France : 15 avril 2020 sur TF1
- Québec : 20 novembre 2020 sur ICI ARTV

- États-Unis : 6,66 millions de téléspectateurs (première diffusion)
- France : 4,01 millions de téléspectateurs

- Jason George (Ben Warren)
- Richard Flood (Dr Cormac Hayes)
- Alex Blue Davis (Dr Casey Parker)
- Alex Landi (Dr Nico Kim)
- Jaicy Elliot (Dr Taryn Helm)

### Épisode 11:Chaos
- États-Unis /  Canada : 30 janvier 2020 sur ABC / CTV
- Belgique : 10 avril 2020 sur RTL-TVI
- Suisse : 14 avril 2020 sur RTS 1
- France : 15 avril 2020 sur TF1
- Québec : 27 novembre 2020 sur ICI ARTV

- États-Unis : 5,56 millions de téléspectateurs (première diffusion)
- France : 3,77 millions de téléspectateurs

- Debbie Allen (Dr Catherine Fox)
- Richard Flood (Dr Cormac Hayes)
- Sarah Rafferty (Suzanne)

### Épisode 12:Dîner en famille
- États-Unis /  Canada : 6 février 2020 sur ABC / CTV
- Suisse : 14 avril 2020 sur RTS 1
- Belgique : 13 octobre 2020 sur RTL-TVI
- France : 21 octobre 2020 sur TF1
- Québec : 4 décembre 2020 sur ICI ARTV

- États-Unis : 5,48 millions de téléspectateurs (première diffusion)
- France : 2,90 millions de téléspectateurs

- Barrett Doss (en) (Victoria Hughes)
- Okieriete Onaodowan (en) (Dean Miller)
- Debbie Allen (Dr Catherine Fox)
- Alex Landi (Dr Nico Kim)

- Les acteurs Ellen Pompeo, Justin Chambers, Chandra Wilson, Kevin McKidd, Caterina Scorsone, Camilla Luddington, Giacomo Gianniotti, Kim Raver, Greg Germann et Chris Carmack n'apparaissent pas dans cet épisode bien qu'ils soient crédités.

### Épisode 13:Accordez-moi cette danse
- États-Unis /  Canada : 13 février 2020 sur ABC / CTV
- Belgique : 13 octobre 2020 sur RTL-TVI
- France : 21 octobre 2020 sur TF1
- Québec : 11 décembre 2020 sur ICI ARTV

- États-Unis : 5,58 millions de téléspectateurs (première diffusion)
- France : 2,50 millions de téléspectateurs

- Jason George (Ben Warren)
- Alex Landi (Dr Nico Kim)
- Richard Flood (Dr Cormac Hayes)
- Sarah Rafferty (Suzanne)
- Lindy Booth (Hadley)
- Jaicy Elliot (Dr Taryn Helm)
- Shannon Wilcox (Irene)
- Shoshannah Stern (Dr Lauren Riley)
- Ava DeVoe (Matty)
- Noah Gerry (Joey)

### Épisode 14:Jeu de piste
- États-Unis /  Canada : 20 février 2020 sur ABC / CTV
- Belgique : 20 octobre 2020 sur RTL-TVI
- France : 28 octobre 2020 sur TF1
- Québec : 18 décembre 2020 sur ICI ARTV

- États-Unis : 6,04 millions de téléspectateurs (première diffusion)
- France : 3,50 millions de téléspectateurs

- Alex Landi (Dr Nico Kim)
- Jaicy Elliot (Dr Taryn Helm)
- Stefania Spampinato (Dr Carina DeLuca)
- Richard Flood (Dr Cormac Hayes)
- Danielle Savre (Maya Bishop)
- Sarah Rafferty (Suzanne)
- Shoshannah Stern (Dr Lauren Riley)
- Lindy Booth (Hadley)
- Heather McComb (Rachel)
- Rich Ceraulo Ko (Brian)

### Épisode 15:Blizzard
- États-Unis /  Canada : 27 février 2020 sur ABC / CTV
- Belgique : 20 octobre 2020 sur RTL-TVI
- France : 28 octobre 2020 sur TF1
- Québec : 25 décembre 2020 sur ICI ARTV

- États-Unis : 6 millions de téléspectateurs (première diffusion)
- France : 2,67 millions de téléspectateurs

- Richard Flood (Dr Cormac Hayes)
- Jason George (Ben Warren)
- Alex Landi (Dr Nico Kim)
- Stefania Spampinato (Dr Carina DeLuca)
- Barrett Doss (Victoria Hughes)
- Jaicy Elliot (Dr Taryn Helm)
- Annie Funke (Kendra)
- Noah Alexander Gerry (Joey)

### Épisode 16:Tourner la page
- États-Unis /  Canada : 5 mars 2020 sur ABC / CTV
- Belgique : 27 octobre 2020 sur RTL-TVI
- France : 4 novembre 2020 sur TF1
- Québec : 1er janvier 2021 sur ICI ARTV

- États-Unis : 6,3 millions de téléspectateurs (première diffusion)
- France : 3,28 millions de téléspectateurs

- Jason George : Ben Warren
 *Katherine Heigl : Izzie Stevens (en flashback) 
 *Sandra Oh : Cristina Yang (en flashback) 
 *T.R. Knight : George O'Malley (en flashback) 
 *Justin Chambers : Alex Karev (en flashback)

- Épisode d'adieu à Alex Karev. Dernière participation vocale de Justin Chambers.

- Les personnages de Cristina Yang, Izzie Stevens et George O'Malley font des apparitions au cours de l'épisode.

### Épisode 17:Orgueil et priorités
- États-Unis /  Canada : 12 mars 2020 sur ABC / CTV
- Belgique : 27 octobre 2020 sur RTL-TVI
- France : 4 novembre 2020 sur TF1
- Québec : 8 janvier 2021 sur ICI ARTV

- États-Unis : 6,27 millions de téléspectateurs (première diffusion)
- France : 2,66 millions de téléspectateurs

### Épisode 18:Pro Bono
- États-Unis /  Canada : 19 mars 2020 sur ABC / CTV
- Belgique : 3 novembre 2020 sur RTL-TVI
- France : 11 novembre 2020 sur TF1
- Québec : 15 janvier 2021 sur ICI ARTV

- États-Unis : 7,04 millions de téléspectateurs (première diffusion)
- France : 3,39 millions de téléspectateurs

- Josh Kelly (Kyle)
- Richard Flood (Dr Cormac Hayes)
- Jason George (Ben Warren)
- Alex Landi (Dr Nico Kim)
- Stefania Spampinato (Dr Carina DeLuca)
- Jaicy Elliot (Dr Taryn Helm)

### Épisode 19:L'Amour de ma vie
- États-Unis /  Canada : 26 mars 2020 sur ABC / CTV
- Belgique : 3 novembre 2020 sur RTL-TVI
- France : 11 novembre 2020 sur TF1
- Québec : 22 janvier 2021 sur ICI ARTV

- États-Unis : 6,52 millions de téléspectateurs (première diffusion)
- France : 3,02 millions de téléspectateurs

- Richard Flood (Dr Cormac Hayes)
- Debbie Allen (Dr Catherine Fox)
- Elizabeth Grullon (Abigail Hayes)
- Nicolas Hedges (Liam Hayes)
- Jayden Haynes-Starr (Austin Hayes)
- Anthony Hill (Dr Winston Ndugu)
- Sherri Saum (Dr Allison Browne)
- Rya Kihlstedt (Claire)(VF:Sandrine L'ARA)

- Les acteurs Kevin McKidd, Caterina Scorsone, Camilla Luddington, Giacomo Gianniotti, Greg Germann, Jake Borelli et Chris Carmack n'apparaissent pas dans cet épisode bien qu'ils soient crédités.
- Première apparition de Winston Ndugu (Anthony Hill).

### Épisode 20:En chantant
- États-Unis /  Canada : 2 avril 2020 sur ABC / CTV
- Belgique : 10 novembre 2020 sur RTL-TVI
- France : 18 novembre 2020 sur TF1
- Québec : 29 janvier 2021 sur ICI ARTV

- États-Unis : 7,18 millions de téléspectateurs (première diffusion)
- France : 3,11 millions de téléspectateurs

- Debbie Allen (Dr Catherine Fox)
- Jason George (Ben Warren)
- Jaicy Elliot (Dr Taryn Helm)
- James Saito (Herschel Roberts)
- Kheng Hua Tan (Vera Roberts)
- Dana Wheeler-Nicholson (Dana Hamilton)

### Épisode 21:Sourire à la vie
- États-Unis /  Canada : 9 avril 2020 sur ABC / CTV
- Belgique : 10 novembre 2020 sur RTL-TVI
- France : 18 novembre 2020 sur TF1
- Québec : 5 février 2021 sur ICI ARTV

- États-Unis : 7,33 millions de téléspectateurs (première diffusion)
- France : 2,72 millions de téléspectateurs

- Debbie Allen (Dr Catherine Fox)
- Stefania Spampinato (Dr Carina DeLuca)
- Richard Flood (Dr Cormac Hayes)
- Jaicy Elliot (Dr Taryn Helm)
- Caroline Basu (Daya)
- Raoul Bhaneja (en) (Samar)
- Chris Meyer (CJ Madison)

## Audiences aux États-Unis
| N° d'épisode | Titre original               | Titre français            | Chaîne | Date de diffusion originale | Audience (en millions de téléspectateurs) | Pdm sur les 18-49 ans |
| ------------ | ---------------------------- | ------------------------- | ------ | --------------------------- | ----------------------------------------- | --------------------- |
| 1            | Nothing Left to Cling To     | Banc de touche            | ABC    | 26 septembre 2019           | 6.51                                      | 1.5                   |
| 2            | Back in the Saddle           | Rentrée des classes       | ABC    | 3 octobre 2019              | 6.08                                      | 1.3                   |
| 3            | Reunited                     | Réunions                  | ABC    | 10 octobre 2019             | 6.09                                      | 1.4                   |
| 4            | It's Raining Men             | La Rançon de la gloire    | ABC    | 17 octobre 2019             | 5.75                                      | 1.2                   |
| 5            | Breathe Again                | Garder son calme          | ABC    | 24 octobre 2019             | 6.10                                      | 1.3                   |
| 6            | Whistlin' Past the Graveyard | Des bonbons ou un mort    | ABC    | 31 octobre 2019             | 5.66                                      | 1.1                   |
| 7            | Papa Don't Preach            | Bienvenue dans la famille | ABC    | 7 novembre 2019             | 6.16                                      | 1.3                   |
| 8            | My Shot                      | Verdict                   | ABC    | 14 novembre 2019            | 6.34                                      | 1.3                   |
| 9            | Let's All Go to the Bar      | De la part de Cristina    | ABC    | 21 novembre 2019            | 6.40                                      | 1.4                   |
| 10           | Help Me Through the Night    | Une longue nuit           | ABC    | 23 janvier 2020             | 6.66                                      | 1.4                   |
| 11           | A Hard Pill to Swallow       | Chaos                     | ABC    | 30 janvier 2020             | 5.56                                      | 1.1                   |
| 12           | The Last Supper              | Le dernier souper         | ABC    | 6 février 2020              | 5.48                                      | 1.1                   |
| 13           | Save the Last Dance for Me   | Accordez-moi cette danse  | ABC    | 13 février 2020             | 5.58                                      | 1.0                   |
| 14           | A Diagnosis                  | Jeu de piste              | ABC    | 20 février 2020             | 6.04                                      | 1.1                   |
| 15           | Snowblind                    | Blizzard                  | ABC    | 27 février 2020             | 6.00                                      | 1.1                   |
| 16           | Leave a Light On             | Tourner la page           | ABC    | 5 mars 2020                 | 6.30                                      | 1.3                   |
| 17           | Life on Mars?                | Orgueil et priorités      | ABC    | 12 mars 2020                | 6.27                                      | 1.2                   |
| 18           | Give a Little Bit            | Pro bono                  | ABC    | 19 mars 2020                | 7.04                                      | 1.5                   |
| 19           | Love of My Life              | L'amour de ma vie         | ABC    | 26 mars 2020                | 6.52                                      | 1.3                   |
| 20           | Sing It Again                | En chantant               | ABC    | 2 avril 2020                | 7.18                                      | 1.4                   |
| 21           | Put on a Happy Face          | Sourire à la vie          | ABC    | 9 avril 2020                | 7.33                                      | 1.4                   |